# Marvin Bartley
Marvin Clement Bartley (* 4. Juli 1986 in Reading) ist ein ehemaliger englisch-jamaikanischer Fußballspieler.

## Karriere
Marvin Bartley wurde als Sohn einer jamaikanischen Mutter und eines englischen Vaters in Reading, etwa 60 km westlich von London geboren. Seit dem Jahr 2012 besitzt er neben der britischen Staatsangehörigkeit auch die jamaikanische. Mit dem Fußballspielen begann er in seiner Geburtsstadt in der Jugend des FC Reading. Ab 2004 spielte Bartley drei Jahre lang im unterklassigen Non-League football. Dabei spielte er für den FC Burnham, FC Hayes, Didcot Town und Hampton & Richmond Borough. Im Juli 2007 wechselte der defensive Mittelfeldspieler in den Profibereich zum AFC Bournemouth. Mit dem Verein spielte er in der dritten und vierten englischen Liga. Im Januar 2011 folgte für eine Ablösesumme von 350.000 Pfund ein Wechsel zum Zweitligisten FC Burnley. Nachdem er in den ersten drei Jahren regelmäßig zum Einsatz gekommen war, wurde er für die Saison 2013/14 an den Drittligisten Leyton Orient verliehen der ihn später unter Vertrag nahm. Im Juli 2015 folgte ein Wechsel zum damaligen schottischen Zweitligisten Hibernian Edinburgh, mit dem er 2017 in die Scottish Premiership aufstieg. Nach der Saison 2018/19 wechselte Bartley zum FC Livingston.